# Kashiwazaki
Kashiwazaki (japanska: 柏崎市?, Kashiwazaki-shi) är en stad i Niigata prefektur i Japan. Kashiwazaki fick stadsrättigheter 1 juli 1940. I staden ligger bland annat världens största kärnkraftverk, Kashiwazaki-Kariwa kärnkraftverk.

## Jordbävningen 2007
16 juli 2007 skedde en jordbävning med magnitud 6,8 på Richterskalan i havet utanför Kashiwazaki. Minst åtta personer dog och mer än 700 skadades samtidigt som det bland annat blev ett större strömavbrott och en tsunamivarning. Det uppstod också en brand i Kashiwazaki-Kariwa kärnkraftverk vilket ledde till att det fick stänga under en längre tid.